# Landschaftsschutzgebiet Sunder- und Bruchbachtal

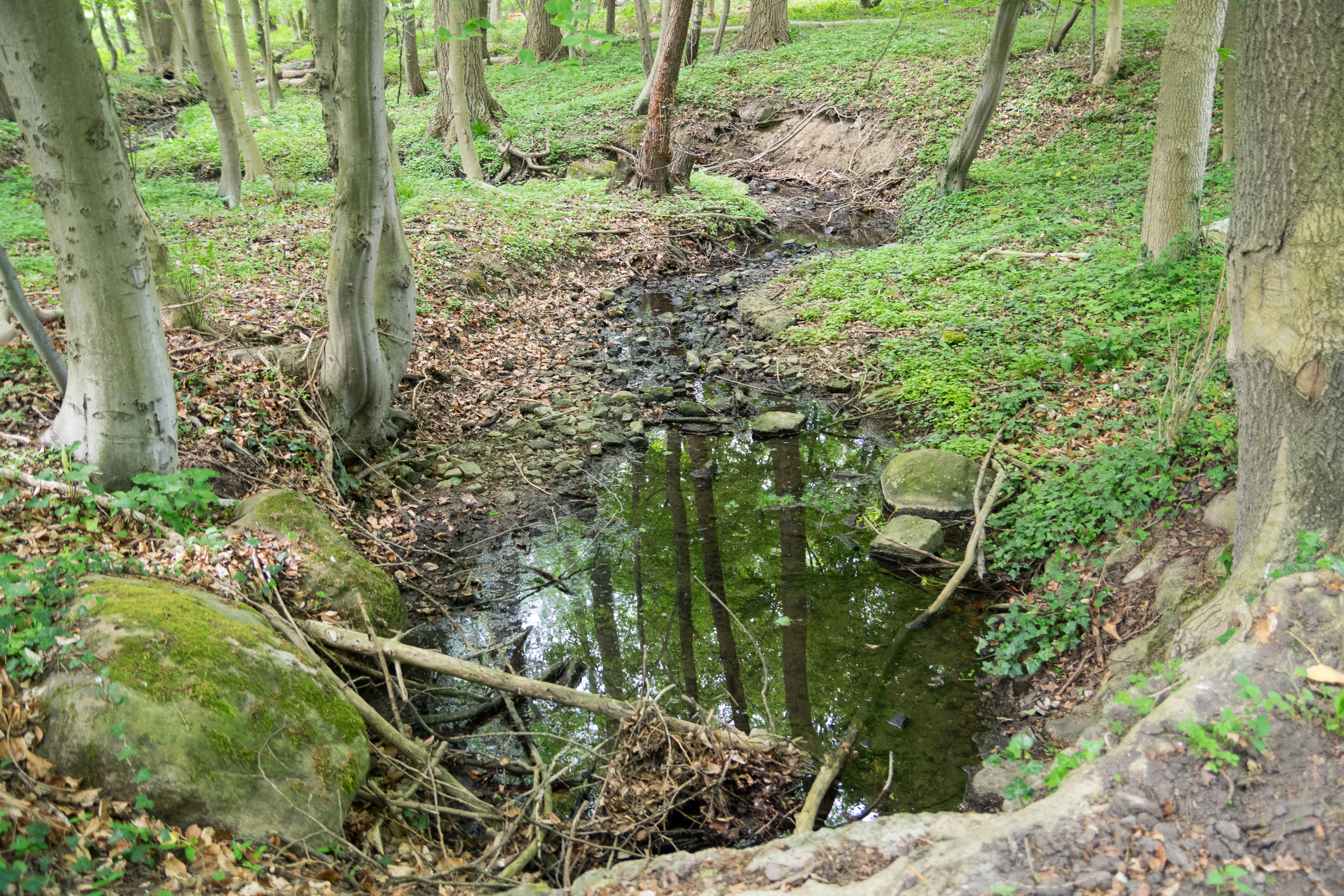
Bruchbach im Landschaftsschutzgebiet

Das Landschaftsschutzgebiet Sunder- und Bruchbachtal mit 29,7 ha Flächengröße liegt im Stadtgebiet Lage südlich von Kachtenhausen. Es wurde 2006 mit dem Landschaftsplan Lage durch den Kreistag des Kreises Lippe als Landschaftsschutzgebiet (LSG) ausgewiesen. Die Bundesstraße 66 teilt das Schutzgebiet. Im Westen und Norden grenzt die Bebauung an das Gebiet.

## Beschreibung
Das LSG umfasst ein 2,4 km langes Teilstück vom Sunderbach und den 1,6 km langen Bruchbach mit Umlandbereichen. Das Tal des Sunderbaches ist meist als Grünland genutzt. Auch Ackerflächen und eine Weihnachtsbaumanpflanzung liegen an einem Teilbachabschnitt mit naturfernen Uferbereich. Das Tal des Bruchbaches ist meist bewaldet. Der Sunderbach ist teilweise naturnah erhaltenen, während der Bruchbach größtenteils naturnah ist. Am Sunderbach stehen Ufergehölze aus standortgerechten Arten. Im Talbereich des Sunderbaches verläuft ein Fußweg teils durch parkartig angelegte Grünflächen. 
An Bruchsteinmauern an der Mauerstraße im Nordosten des Gebietes kommen gefährdete Pflanzengesellschaften vor. Die Bruchsteinmauern sind als geschütztes Biotop Mauern an der Mauerstraße, Wissentrup im Biotopkaster NRW (BK-4018-438) mit Schutzziel: Schutz und Erhalt von Bruchstein-Mauern als Wuchsort gefährdeter Pflanzengesellschaften, aufgeführt. An der Mauer wurden die Arten Mauerraute, Schöllkraut, Echter Wurmfarn, Schmalblättriges Weidenröschen, Wiesen-Schwingel, Wald-Erdbeere, Ruprechtskraut, Gemeiner Efeu, Echtes Johanniskraut, Welliges Sternmoos und Gewöhnlicher Tüpfelfarn. 
Der Landschaftsplan Lage führt zum LSG aus: „Dem Gebiet kommt wegen des Vorkommens von gefährdeten Wald- und Offenland-Pflanzengesellschaften als Refugialbiotop in einer ansonsten intensiv genutzten Landschaft besondere Bedeutung im lokalen Biotopverbund zu. Das Gebiet hat regionale Bedeutung als Vernetzungsbiotop der Wald- und Grünlandauen und liegt innerhalb der Biotopverbundfläche der LÖBF NRW Haferbach und seitliche Zuflüsse.“

## Schutzzwecke für das LSG
Laut Landschaftsplan erfolgte die Ausweisung des LSG
- „zur Erhaltung und Wiederherstellung der Leistungsfähigkeit des Naturhaushaltes in ökologisch besonders wertvoll strukturierten Bereichen mit Wasser-, Klima- und Biotopschutzfunktionen,“
- „zur Erhaltung und Wiederherstellung von Quellbereichen und naturnahen Fließgewässern, Wald- und Grünlandbereichen unterschiedlicher Feuchtestufen, Feldgehölzen, Hecken und Obstwiesen,“
- „zur Erhaltung morphologisch ausgeprägter Bereiche zur Sicherung der landschaftlichen Eigenart und Vielfalt für die Erholung,“
- „zur Erhaltung wertvoller Biotopkomplexe aus Wald-Grünlandbereichen, Fließgewässern und Quellen sowie Biotopen nach § 62 LG mit wichtigen Refugial-, Puffer-, Trittstein- und Vernetzungsfunktionen,“
- „zur Erhaltung und Wiederherstellung wichtiger Rückzugsräume für die bedrohte Tier- und Pflanzenwelt,“
- „zur Sicherung der das Orts- und Landschaftsbild gliedernden und belebenden und die dörflichen Siedlungsstrukturen prägenden Freiraumelemente.“[1]

## Rechtliche Vorschriften
Im Landschaftsschutzgebiet ist unter anderem das Errichten von Bauten verboten. Grün- und Brachland darf nicht in eine andere Nutzungsart umgewandelt oder umgebrochen werden.